# Sagoe (Trienggadeng)
Sagoe is een bestuurslaag in het regentschap Pidie Jaya van de provincie Atjeh, Indonesië. Sagoe telt 1801 inwoners (volkstelling 2010).